# Union City (Califòrnia)
Union City és una població dels Estats Units a l'estat de Califòrnia. Segons el cens del 2008 tenia 73.402 habitants.

## Demografia
Segons el cens del 2000, Union City tenia 66.869 habitants, 18.642 habitatges, i 15.696 famílies. La densitat de població era de 1.341,2 habitants/km².
Dels 18.642 habitatges en un 45,3% hi vivien nens de menys de 18 anys, en un 66,6% hi vivien parelles casades, en un 12,2% dones solteres, i en un 15,8% no eren unitats familiars. En l'11,3% dels habitatges hi vivien persones soles el 3,8% de les quals corresponia a persones de 65 anys o més que vivien soles. El nombre mitjà de persones vivint en cada habitatge era de 3,57 i el nombre mitjà de persones que vivien en cada família era de 3,83.
Per edats la població es repartia de la següent manera: un 27,8% tenia menys de 18 anys, un 9,8% entre 18 i 24, un 32,7% entre 25 i 44, un 21,6% de 45 a 60 i un 8,1% 65 anys o més.
L'edat mediana era de 33 anys. Per cada 100 dones de 18 o més anys hi havia 96 homes.
La renda mediana per habitatge era de 71.926 $ i la renda mediana per família de 74.910 $. Els homes tenien una renda mediana de 45.212 $ mentre que les dones 35.085 $. La renda per capita de la població era de 22.890 $. Entorn del 4,8% de les famílies i el 6,5% de la població estaven per davall del llindar de pobresa.

## Poblacions properes
El següent diagrama mostra les poblacions més properes.